# Fanboy & Chum Chum
Fanboy & Chum Chum è una serie televisiva animata statunitense, prodotta in CGI dalla Frederator Studios e da Nickelodeon Animation Studio. La serie è creata da Eric Robles ed è stata diretta da Brian Sheesley, Jim Schumann e Russell Calabrese nella prima stagione, mentre Eddie Trigueros, Brandon Kruse, Tom King e Ken Mitchroney nella seconda. È andato in onda in anteprima il 6 novembre 2009 su Nickelodeon. In Italia va in onda su Nickelodeon e in chiaro dall'11 febbraio 2013 su Super!.
Negli Stati Uniti, la prima serie ha ricevuto 5,8 milioni di ascolti, mentre la seconda 5,4 milioni di spettatori.

## Trama
Fanboy e Chum Chum sono due fan dei fumetti, dell'animazione e dei film di fantascienza. Vivono a Colli Galaxy. La serie racconta le loro disavventure e la loro strana visione del mondo. I due amano travestirsi da supereroi e sono soliti portare le mutande sopra il costume. In realtà non hanno nessun superpotere, il loro "nemico" è Boog, un bullo.

## Episodi
| Stagione         | Episodi | Prima TV originale | Prima TV Italia |
| ---------------- | ------- | ------------------ | --------------- |
| Prima stagione   | 26      | 6 novembre 2009    | 26 aprile 2010  |
| Seconda stagione | 26      | 12 dicembre 2012   | 22 gennaio 2013 |

## Personaggi
- Fanboy: è un ragazzo, un fan entusiasta dei fumetti e dei film, nonché il protagonista della serie. Indossa sempre una calzamaglia verde e un cappuccio viola, un paio di guanti e mantello e ha delle alte scarpe da ginnastica nere. Indossa le mutande fuori dalla tuta da supereroe. Fanboy ha una fervida immaginazione, e abilità nel fare scherzi, divertirsi e avventurarsi. Passa gran parte del suo tempo con il suo migliore amico Chum Chum. Tende sempre a intrufolarsi in mezzo ad un mucchio di guai. Doppiato da David Hornsby (ed. originale) e Alessio De Filippis (ed. italiana).
- Chum Chum: è il migliore amico di Fanboy, nonché sua spalla e secondo protagonista della serie. È più giovane di Fanboy, ma frequenta la sua stessa classe. Chum Chum è estremamente energico ed euforico, possiede un grande entusiasmo e un divertimento infantile. Ha i capelli castani, indossa una maschera nera e dei guanti, oltre ad una divisa arancione e giallo con il suo logo sul petto. Doppiato da Nika Futterman (ed. originale) e Simone Marzola (ed. italiana).
- Kyle: è un compagno di classe di Fanboy e Chum Chum. Lui è un mago preadolescente che detesta i due compagni per la loro scarsa intelligenza, ma nasconde segretamente la sua voglia di diventare loro amico. È uno degli unici esseri con superpoteri. Kyle è stato espulso dalla sua precedente scuola di stregoni per aver trasformato il suo insegnante, il professor Flan, in uno sformato di lampone. Ora Kyle è iscritto alla scuola di Fanboy e Chum Chum. Doppiato da Jamie Kennedy (ed. originale) e Daniele Raffaeli (ed. italiana).
- Yo: è una ragazza innamorata di Chum Chum, maestra negli scherzi. Ha dei cuccioli virtuali chiamati Yamidoochi (parodia dei Tamagotchi). Doppiata da Dyana Liu (ed. originale) e Ilaria Latini (ed. italiana).
- Boog: è un bullo di cattivissimo umore ossessionato dal videogioco Chimp Chomp (parodia del videogioco Donkey Kong). Spesso, invece di lavorare, si diverte a suonare al Frosty Mart. Doppiato da Jeff Glen Bennett (ed. originale) e Alessandro Rigotti (ed. italiana).
- Lenny: è l'assistente Manager al Frosty Mart. Egli trova Fanboy e Chum Chum molto irritanti. Doppiato da Dan Castellaneta (ed. originale) e Alberto Bognanni (ed. italiana).
- Oz: è il proprietario di un negozio di fumetti. I ragazzi considerano Oz come un amico e un uomo molto sapiente anche se è un nerd che vive con sua madre anziana. Doppiato da Josh Duhamel (ed. originale) e Massimo Bitossi (ed. italiana).
- Lupe: è una compagna di classe di Fanboy e Chum Chum, è la migliore amica di Yo. Lupe si comporta come una madre verso gli altri ed è un'amica sincera, ma a volte può essere un po' dura. È un po' cicciottella e la sua forma da supereroe è FormiLupe. Doppiata da   Candy Milo (ed. originale).
- Donadollaro: Donadollaro è un videogioco arcade (di Chop Chop), che in realtà è anche una macchina del tempo.
- Russ Poopatine: bidello della scuola, il suo nome è un chiaro riferimento a Palpatine di Star Wars. Doppiato da Steve Tompkins (ed. originale) e Sergio Luzi (ed. italiana).

## Edizione italiana
L'edizione italiana della serie è stata curata da Floriana Campanella per Nickelodeon, mentre la sigla della stessa da Francesco Albanese per Studio Compresso.